# 斎藤仁太郎
斎藤 仁太郎（齋藤、さいとう じんたろう / にたろう、1865年4月12日（慶応元年3月17日）- 1933年（昭和8年）4月22日）は、明治から昭和初期の農業経営者、実業家、政治家。衆議院議員、宮城県桃生郡赤井村長。

## 経歴
陸奥国桃生郡赤井村（宮城県桃生郡深谷村、赤井村、矢本町を経て現東松島市赤井）で、農業・斎藤恒治の長男として生まれた。漢籍を修めた。農業を営む。1881年（明治14年）赤井小学校教員となる。
1884年（明治17年）広淵村外4ヵ村戸長役場筆生に就任。深谷村会議員、桃生郡会議員、同参事会員を務めた。日清戦争、日露戦争に従軍。1907年（明治40年）赤井村収入役となり、助役を経て、1908年（明治41年）同村長に就任。また、1904年（明治37年）5月、宮城県会議員に選出され1905年（明治38年）1月まで在任し、1911年（明治44年）9月、県会議員に再選され1915年（大正4年）9月まで在任。その他、宮城県農会議員、宮城県山林会地方委員、広淵大溜池水利組合議員なども務め、教育、農業の振興に尽力し、公共事業・慈善事業に多額の寄付を行った。
1924年（大正13年）5月、第15回衆議院議員総選挙（宮城県第7区、憲政会公認）で当選し、その後、1930年（昭和5年）2月、第17回総選挙（宮城県第2区、立憲民政党公認）に立候補したが落選し、衆議院議員に1期在任した。
実業界では、仙北亜炭取締役、宮戸石材取締役社長、振興商事常務取締役などを務めた。